# Сільвіо Берлусконі
Сільвіо Берлуско́ні (італ. Silvio Berlusconi; 29 вересня 1936, Мілан — 12 червня 2023, там само) — італійський проросійський політик, Прем'єр-міністр Італії (1994—1995, 2001—2006, 2008—2011). Один із найзаможніших медіамагнатів в Італії, був третім в Італії та 118 у світі в списку найзаможніших людей планети за версією журналу Forbes 2011 року. Власник контрольного пакету акцій холдингу «Fininvest», який об'єднує приблизно 150 компаній, що діють практично у всіх сферах життя італійців. Був власником ФК «Мілан» з 1986 до 2017 року.
Берлусконі неодноразово вихваляв президента Росії Володимира Путіна, який, у свою чергу, підтримував італійського політика у тяжкі часи судових процесів після відставки 2011 року. Саме на запрошення Путіна у вересні 2015 року Берлусконі відвідав анексований Крим. Сільвіо Берлусконі також визнав результати так званого «референдуму» в Криму у 2014 році.

## Біографія
Народився 29 вересня 1936 в Мілан. Його батько, Луїджі, був банківським службовцем, матір звали Розелла Боссі. Після закінчення звичайної середньої школи 1955 року він вступив до Міланського університету на факультет прикладної юриспруденції, який закінчив на відмінно 1961 року, діставши можливість написати наукову роботу з реклами.

### Бізнесмен
Сільвіо Берлусконі почав своє ділове життя в будівельній індустрії, і ця діяльність залишалася його основним заняттям протягом 20 років.

### Медіамагнат
Наприкінці 70-х, у момент збільшення обсягів показу локальної телевізійної мережі (TeleMilano), Сільвіо Берлусконі усвідомив, що Італія готова до перегляду комерційного телебачення в національних масштабах і сконцентрував усю свою енергію на цьому новому і захоплюючому напрямі роботи. 1980 року він заснував Canale 5 — першу національну комерційну телевізійну мережу в Італії, яка відразу ж завоювала популярність серед телеглядачів. Дещо пізніше він створив ще два телеканали: Italia 1 (почав мовлення з Расконі 1982 року) і Retequatro (почав мовлення 1984 року з Мондадорі).
Ключовими чинниками його успіху в цьому почині виявилися створення Pubitalia80, компанії, що займається виготовленням інформаційної реклами, та програмних графіків з підбором найпопулярніших телепрограм. Телевізійний комерційний бізнес отримав новий поштовх у своєму розвитку у момент створення телевізійного огляду TV Sorrisi e Canzoni, який практично відразу ж став одним з найпопулярніших журналів, тираж якого склав більше 2 мільйонів. Це зміцнило позиції, які Сільвіо Берлусконі вже займав у світі видання газет і журналів, спираючись на володіння контрольним пакетом акцій Il Giornale, національної щоденної газети, що видається Індро Монтанеллі, одним з найвідоміших журналістів Італії. Наприкінці 80-х інтерес до видавничої справи увінчався створенням провідного Видавничого Будинку Італії Mondadori.
Успіх комерційного телебачення в Італії дозволив Сільвіо розвинути ще кілька напрямів діяльності 80-х роках, які були об'єднані в рамках Fininvest holding company (заснованою 1978 року). Сюди можна віднести створення телевізійного комерційного телеканалу La Chinq у Франції, який почав мовлення 1986 року, створення телеканалів в Німеччині (Telefunt, 1987) і Іспанії (Telechinco, 1989). Унаслідок такого стрімкого зростання на початок 90-х Fininvest стала другою за величиною приватною компанією в Італії (кількість працівників компанії становила близько 40 000) і найбільшою медіагрупою не тільки в Італії, але й у Європі. 1986 року Сільвіо Берлусконі став президентом A.C.Milan — одного з найвідоміших футбольних клубів в Італії.

### Політик

#### Рання політична кар'єра
На початку 1994 року Сільвіо Берлусконі вирішив залишити бізнес і зайнятися політикою. 26 січня того ж року він пішов зі своєї посади у Fininvest і створив новий політичний рух Вперед, Італія. На виборах 27 березня новий рух набрав найбільшу кількість голосів, а коаліція партій довкола руху Il Popolo della liberta, склала абсолютну більшість у парламенті. Надалі Президент Республіки доручив Берлусконі сформувати уряд, який затвердив Парламент у травні 1994.
На всіх рівнях, від національного до сімейного було визнано, що Уряд, очолюваний Сільвіо Берлусконі, зумів досягти важливих результатів.
Від 1999 року сам Берлусконі кілька разів поставав перед італійським судом за звинуваченням в економічних злочинах (несплаті податків, даванні хабаря), але був повністю виправданий.
Берлусконі знову очолив уряд після того, як новий правоцентристський блок «Дім свободи» отримав перемогу на виборах 15 травня 2001 року. Передвиборчі обіцянки Берлусконі включали скорочення податків і бюрократичного апарату, збільшення пенсій і числа робочих місць, боротьбу з нелегальною імміграцією. Передбачалося провести реформи систем освіти і охорони здоров'я, судової системи. У вересні 2003 року прем'єр заявив про запуск масштабного реформування державного устрою Італії.
Результатами невдало спланованого входження Італії в зону євро 2002 року стали зростання цін, зниження купівельної спроможності населення й загострення соціального тертя. У 2002 і 2003 роках пройшли масові акції протесту. Незадоволеність італійців викликав і зовнішньополітичний курс Берлусконі: після терактів 11 вересня 2001 року країна надавала активну підтримку США в Афганістані, а потім в Іраку. У квітні 2005 року коаліція «Дім свободи» зазнала нищівної поразки на регіональних виборах, і Берлусконі відповідно до конституції вимушений був піти у формальну відставку. Загальні вибори в квітні 2006 року праві партії програли, хоч і з мінімальним розривом у голосах. Хоча факт перемоги лівоцентристів був підтверджений конституційним судом і навіть деякі прихильники Берлусконі закликали свого лідера визнати поразку, політик і медіамагнат покидав свій пост вельми неохоче. Лише 2 травня 2006 року він нарешті подав офіційне прохання про відставку. Але йти з політичної арени Берлусконі не збирався, він став депутатом Європарламенту від своєї партії.
Упродовж своєї кар'єри Берлусконі неодноразово притягувався до суду за звинуваченням у приховуванні доходів і даванні хабарів, а також у зв'язках з мафією і незаконному фінансуванні передвиборчої кампанії. Проте адвокатам підприємця вдавалося позбавити його від відповідальності, вдаючись до апеляційних судових інстанцій. Два чергові процеси проти Берлусконі було припинено 2008 року у зв'язку з участю експрем'єра в парламентських виборах.
Сам Берлусконі називав своє переслідування політично вмотивованим і наслідком спрямованих дій «судової мафії». На користь позиції Берлусконі свідчить той факт, що судові розслідування неодмінно поновлювалися в момент його повернення до влади, і самі собою стихали, коли він залишав владні кабінети.

#### Повернення до влади 2008
Політична коаліція політичних опонентів з лівого табору виявилася нестійкою і розвалилася від внутрішніх чвар через 18 місяців. На позачергових виборах 14-15 квітня 2008 року нова партія Берлусконі «Народ свободи» і її союзники по правоцентристській коаліції здобули перемогу і отримали більшість в обох палатах італійського парламенту. Сільвіо Берлусконі став єдиним державним політиком, якому вдалося за 14 років тричі очолити італійський уряд. Із 5 травня 2008 року Сільвіо Берлусконі офіційно склав присягу прем'єра, обійнявши цю посаду вчетверте.
У березні 2009 прем'єр-міністр Сільвіо Берлусконі оголосив про створення нової правоцентристської партії «Народ свободи». Прообразом нової політичної сили стала панівна коаліція, до якої входять партія Берлусконі «Вперед, Італія» та права партія «Національний альянс» Джанфранко Фіні, а також деякі менші політичні організації.
Улітку 2009 року, Берлусконі потрапив у серію скандалів з сексуальним підтекстом. Від нього пішла жінка, звинувативши його в подружніх зрадах. Преса винуватила прем'єра у зв'язках з неповнолітньою моделлю; у включенні в списки кандидатів до Європарламенту молодих привабливих жінок; у вечірках на віллі прем'єра із запрошенням моделей коштом приватних підприємців. Із Берлусконі пов'язують появу в сучасному італійському лексиконі специфічного вислову «бунґа-бунґа». Берлусконі тільки у жовтні 2021 року був виправданий за звинуваченнями в корупції в судовій системі у справі стосовно підкупу свідків, які мали дати свідчення про те, що відбувалося на вечірках «бунга-бунга» з молодими гостями жіночої статі на його віллі в Аркоре, на околиці Мілану.
Водночас були відновлені кілька процесів, у яких Сільвіо Берлусконі проходив як співучасник протизаконних дій у господарській діяльності. Прем'єра захищав закон про недоторканність вищих посадових осіб держави, прийнятий правою більшістю. Але 7 жовтня 2009 Конституційний суд Італії ухвалив, що імунітет прем'єр-міністра країни Сільвіо Берлусконі від кримінального переслідування порушує конституцію. Крім того, служителі Феміди вирішили, що вигідний прем'єрові закон був ухвалений з порушенням норм. Він пройшов у парламенті як звичайний закон, хоча мав прийматися як конституційна реформа, що набагато складніше.

### Останній рік
6 квітня 2023 року Берлусконі доставлений до реанімації лікарні Архангела Рафаїла та розпочав курс хіміотерапії з приводу лейкемії.Наприкінці травня було виписано з лікарні.
9 червня знову було госпіталізовано.
Помер 12 червня 2023 року, о 9:30 за місцевим часом, у міланській клініці «Сан-Раффаеле» від лейкемії.

## Критика

### Критика в Італії
Серед завзятих критиків Сільвіо Берлусконі був співак і кіноактор Адріано Челентано. Прикладом цього може послужити телепередача Челентано «Рок-політик», яка вийшла 27 жовтня 2005 року, на якій співак разом з актором Роберто Беніньї покепкували з Берлусконі, показавши жартівливо-іронічне «написання листа до Берлусконі з вимогою відставки», у якому комічно зобразили відсутність будь-чого позитивного, зробленого Берлусконі; так, пишучи цього уявного листа Берлусконі, протагоністи безуспішно намагалися згадати хоч одне добре діло, зроблене політиком, та так і не згадали.
Цей жарт викликав образу прем'єр-міністра, який заявив. 
| «Програма Челентано — лише останній епізод тієї атаки, яку ЗМІ ведуть із 2001 року на уряд і його голову»Оригінальний текст (фр.) Le programme de Celentano -n'est que le dernier épisode en date d'un système de communication qui a toujours attaqué depuis 2001 l'action du gouvernement et le président du Conseil |

### Критика в Україні

#### Відвідини анексованого Криму
У вересні 2015 року колишній прем'єр-міністр Італії Сільвіо Берлусконі відвідав окупований Росією Крим, де пробув кілька днів і мав «приватну зустріч» із російським лідером Володимиром Путіним.

#### Персона нон грата в Україні
17 вересня 2015 року, у відповідь на незаконний перетин державного кордону України та відвідини тимчасово окупованого Росією Криму, Служба безпеки України заборонила Берлусконі в'їзд в Україну. Як повідомила прессекретар СБУ Олена Гітлянська, заборона введена на 3 роки в інтересах забезпечення безпеки держави.

## Стосунки з Росією
Після припинення своїх повноважень як прем'єр-міністра Італії 2011 року Берлусконі продовжив підтримувати контакти з президентом Росії Володимиром Путіним.

## Особисте життя
Прозваний італійцями Il Cavaliere («Лицар», «Кавалер»), Берлусконі експлуатував образ «людини з народу». Водночас він був найбагатшою людиною Італії. Журнал Forbes 2005 року оцінив його статки в 12 мільярдів доларів і надав йому 25 місце у своєму рейтингу багатіїв планети. Проте восени 2008 року внаслідок світової фінансової кризи він позбувся понад півтора мільярда доларів і посів у рейтингу 90-те місце.
Сільвіо Берлусконі був одружений двічі і виховував п'ятьох дітей: двох дітей від першого шлюбу і трьох від другого. Старші діти Берлусконі (зокрема, Марина) допомагали батьку керувати сімейним бізнесом.